# Marburger Verhaltenstraining
Das Marburger Verhaltenstraining wurde, wie auch das Marburger Konzentrationstraining, ursprünglich vom Marburger Schulpsychologen Dieter Krowatschek entwickelt.
Im Jahr 2019 wurde das Trainingsprogramm vom Marburger Psychologen Gordon Wingert, einem langjährigen Kollegen Krowatscheks, vollständig aufgrund neuester Erkenntnisse überarbeitet und als Neues Marburger Verhaltenstraining neu aufgelegt.
Kinder, die an diesem Training teilnehmen, zeigen zusätzlich zu Konzentrations- auch Verhaltensschwierigkeiten.
Das Training orientiert sich an Methoden der Verhaltenstherapie und der Kinderspieltherapie. Zusätzlich verwendet es Entspannungstechniken, angelehnt autogenes Training.

## Zielsetzungen des Trainings
Zielsetzung des Trainings ist es, jungen Menschen mit besonderen Herausforderungen in den Bereichen Impulsivität, Unaufmerksamkeit und Hyperaktivität angemessen zu helfen. In einem spielerischen Setting setzt der Trainer gezielt an ihren Stärken an, wodurch prosoziales Verhalten, ein positiver Umgang mit anderen Kindern und ein Weniger an Auseinandersetzungen, sowohl in der Schule als auch zu Hause, erreicht werden können.
Die Überarbeitung des Verhaltenstrainings beinhaltete eine stärkere Modularisierung, um noch gezielter an den Bedürfnissen der Kinder anzusetzen. Ebenfalls ist es durch eine starke Prinzipien- / Wertorientierung geprägt. Es ist sowohl bei Kindern als auch bei Eltern und Lehrkräften sehr beliebt und zeigt gute Effekte auch ohne den Einsatz von Medikation. Als Gruppentraining unterstützt es alltagsnah. Es hilft insbesondere bei der Bewältigung schulischer Anforderungen. Der angemessene Umgang mit Frustration und Aggression ist genauso Thema wie die Wahrnehmung eigener Gefühle und die konstruktive Gestaltung von Gruppensituationen.

## Aufbau des Trainings
Es orientiert sich an den drei Phasen der Förderung:
- Wahrnehmen (Diagnostik)
- Stärken (Training)
- Begleiten (Transfer)

Nach einer beginnenden Phase der Diagnostik, welche auf unterschiedliche Arten empfohlen wird (Vorstellungsgespräch, Kennenlernen im Rahmen eines Ferientrainings oder einer klinischen Diagnostik), beginnt die Phase des Stärkens (Training). Das Training besteht aus 6 bis 18 Sitzungen. Zusätzlich werden Elternabende angeboten.
Das Grundmodul bildet die Basis des Trainings. Es umfasst sechs detailliert beschriebene Sitzungen. Diese sind zeitökonomisch einsetzbar und beinhalten die grundlegenden Interventionen zur Verhaltensförderung.
Die Erweiterungsmodule vertiefen das Grundmodul und thematisieren typische Problemfelder. Jedes Erweiterungsmodul besteht aus 6 weiteren Sitzungen. Der Einsatz orientiert sich an den Bedürfnissen der Gruppe:
- Spielverhalten verbessern
- Konzentration fördern
- Grenzen und Regeln einhalten
- Emotionen bei sich und anderen wahrnehmen
- Gemeinsames Erleben

Es werden 1 bis 2 Erweiterungsmodule pro Trainingsdurchlauf von den Autoren empfohlen.

## Inhalt des Trainings
Prinzipienorientierung – Jede Gruppe trainiert vor dem Hintergrund vereinbarter Prinzipien des Umgangs miteinander. Sie geben den Kindern wertvolle Hinweise darauf, was es heißt, erfolgreich zu sein.
Methodenplan – Vor Beginn des Trainings entscheidet das Team, welche Methoden sie einsetzen. Hierfür steht den Anwendern eine breite Palette an Interventionen zur Verfügung, die ausführlich im Manual und in Fortbildungsveranstaltungen beschrieben werden. Die Methoden stammen aus der Verhaltenstherapie.
Standardisierung – Jede Trainingssitzung folgt einem gleichbleibenden Ablauf. Dieser bietet den teilnehmenden Kindern und Jugendlichen einen verlässlichen Rahmen und lässt gleichzeitig genügend Raum für Ideen der Trainer.

## Sitzungsverlauf
Eine Sitzung dauert insgesamt 75 Minuten. Das Training wird als Gruppentraining empfohlen, i. d. R. ab 4 Kindern.
Jede Sitzung folgt einem gleichbleibenden Ablauf:
1. Gruppenspiel
2. Entspannung
3. Regelspiel
4. Intervention
5. Konzentrationsübung
6. Freies Spiel
7. Ticket aus der Tür

Die Bereiche des Regelspiels und der Intervention bilden die Kernstücke des Trainings. In diesen Bereichen soll das gewählte Sitzungsziel mit kindgerechten Übungen erreicht werden.